# Manningham
Manningham – dzielnica miasta Bradford, w Anglii, w West Yorkshire, w dystrykcie metropolitalnym Bradford. W 2011 roku dzielnica liczyła 19 983 mieszkańców.